# Burkhard (Vorname)
Burkhard ist ein männlicher Vorname.

## Herkunft
Vermutlich Ableitungen von 
Burg = Burg und hart = hart/kräftig, ‚starker Beschützer‘ und Ähnliches.
Für Familiennamen als Herkunftsname kommt aber vereinzelt auch in Frage: Birke, Borke mit  Hardt = althochdeutsch für dünn bewaldete, trockene Fläche oder Hang.

## Verbreitung
Vor allem im Raum Würzburg (Bistum Würzburg), nach dem Hl. Burkard, englischer Missionar und erster Bischof ebenda. Von dort aus vor allem in Südwestdeutschland,  im benachbarten Elsass und in der Schweiz.

## Namenstag
Namenstag von Burkhard ist am 14. Oktober (Gedenktag des gleichnamigen Bischofs von Würzburg).

## Schreibweisen
- Burchhard, Burchard, Burckardt, Burchart
- Burckhard, Burckhardt, Burckhart
- Burgard
- Burghard, Burghardt, Burghart
- Burkard, Burkart, Burkat
- Burkhard, Burkhardt, Burkhart
- Burkert

auch:
- Borchard,  Borchart

## Varianten und Kurzformen
- Birk
- Bukko
- Busso
- Butz

## Bekannte Namensträger

### Rufname
Adlige:
- Burchardinger, alemannisches Adelsgeschlecht, daraus u. a.:
- Burchard I. (Schwaben) (um 855–860–911), Herzog von Schwaben
- Burchard II. (Schwaben) (um 883/84–926), Herzog von Schwaben und Rätien
- Burchard III. (Schwaben) (um 915–973), Graf im Thur- und Zürichgau, Herzog von Schwaben
- Burkhard (Ostmark) (nach 926–um 981), Markgraf
- Bouchard I. de Montmorency (Bouchard I. le Barbu, lateinisch: Burchardus Barbatus, deutsch: Burkhard der Bärtige; † nach  1028), Stammvater des Hauses Montmorency
- Burkhard I. (Zollern) († 1061), Graf von Zollern, Stammvater der Hohenzollern
- Burkard von Weckenstein (1180–1241), Staufischer Reichsministeriale
- Burkhard von Avesnes (Bouchard d’Avesnes; † 1244), französischer Adliger aus dem Haus Avesnes
- Burkhard Werner von Ramstein (unbekannt–1332), Vogt in Pruntrut, Bürgermeister von Basel
- Burkhard V. von Broich (vor 1320–1367), durch Erbe Herr von Broich
- Burkhard I.–VI. von Hohenberg-Zollern; siehe Stammliste der Hohenzollern
- Burkhard III. von Maidburg-Hardegg (14. Jahrhundert), aus dem Geschlecht der Hardegger
- Burkhard zu Rhein († zwischen 1432 und 1446), Schweizer Politiker
- Burkhard VII. Münch von Landskron († 1444)

Kirchliche Würdenträger:
- Burkard (700–754), erster Bischof von Würzburg, Heiliger
- Burkhard von Passau († 915), von 903 bis 915 Bischof von Passau
- Burchard von Meißen († 969), erster Bischof von Meißen
- Burchard von Worms (um 965–1025), von 1000 bis 1025 Bischof von Worms
- Burchard I. von Halberstadt, auch Burchard von Nabburg (um 1005–1059), deutscher Kleriker und Politiker, Bischof von Halberstadt
- Burchard II. von Halberstadt (um 1028–1088); deutscher Kleriker und Politiker, Bischof von Halberstadt
- Burkard I. (Münsterschwarzach) († 1096 oder 1098), Abt von Münsterschwarzach
- Burkhard von Fenis (Burchard von Hasenburg; um 1040–1107), Bischof von Basel
- Burchard von Holte († 1118), von 1098 bis 1118 Bischof von Münster
- Burchard von Oberg († 1573) Bischof von Hildesheim
- Burkard I. (Ebrach) († nach 1187), Abt von Ebrach
- Burkhard von Oltigen († 1089), von 1056 bis 1089 Bischof von Lausanne
- Burchard von Rot an der Rot († 3. August 1140), Erster Propst des Prämonstratenserklosters in Rot an der Rot
- Burkard von Beinwil (um 1120–1192), mittelalterlicher Pfarrer
- Burchard von Ursberg (um 1170–um 1231), Chronist und später Propst des Prämonstratenserklosters Ursberg
- Burkhard I. von Woldenberg, von 1232 bis 1235 Erzbischof von Magdeburg
- Burkhart von Ziegenhain († 1247), Erzbischof von Salzburg
- Burkhard von Hornhausen († 1260) von 1257 bis 1260 Landmeister von Livland des Deutschen Ordens; erster Komtur und Leiter des Baus des Königsberger Schlosses
- Burchard von Schwanden, auch Burkhard († 1310), 12. Hochmeister des Deutschen Ordens von 1282/1283 bis 1290
- Burkhard von Serkem (auch Serken; um 1236–1317), von 1276 bis zu seinem Tod Bischof in Lübeck
- Burkhard von Ellerbach, Bischof von Augsburg im 14. Jahrhundert
- Burkhard von Weißpriach († 1466), Erzbischof von Salzburg (1462–1466)
- Burkhard II. von Randegg († 1466), von 1462 bis 1466 Bischof von Konstanz
- Burkard II. Scheel († 1474), Abt von Ebrach

### Vorname(alle Schreibvarianten)
- Burkard Bausch (1656–1721), Mönch und Chronist
- Burkard Dregger (* 1964), deutscher Politiker (CDU)
- Burkhard Driest (1939–2020), deutscher Schauspieler und Autor
- Burkhart Ebe (1881–1949), deutscher Bildhauer
- Burkhard Fritsche (* 1952), deutscher Karikaturist
- Burkhard Glaetzner (* 1943), deutscher Oboist und Dirigent
- Burkhard Göke (* 1956), deutscher Arzt, Ärztlicher Direktor der Universitätsklinik Hamburg
- Burkhard Heim (1925–2001), deutscher Physiker
- Burkard Hillebrands (* 1957), deutscher Physiker und Hochschullehrer
- Burkhard Hirsch (1930–2020), deutscher Politiker (FDP)
- Burkhard Hofer (* 1944), österreichischer Jurist und Manager
- Burghart Klaußner (* 1949), deutscher Schauspieler und Autor
- Burkhard König (* 1961), deutscher Politiker (CDU)
- Burkhard König (* 1963), deutscher Chemiker und Hochschullehrer
- Burkhard Körner (* 1964), deutscher Jurist, Landesamts-Präsident
- Burkhart Kroeber (* 1940), deutscher Übersetzer und Autor
- Burkard Krug (1930–2006), deutscher evangelischer Theologe
- Burkhard Mohr (* 1955), deutscher Organist und Komponist moderner Klassik
- Burkhard Mohr (* 1959), deutscher Karikaturist, Maler und Bildhauer
- Burkard Freiherr von Müllenheim-Rechberg (1910–2003), deutscher Diplomat und Autor
- Burghard Pieske (* 1944), deutscher Weltumsegler
- Burkard Porzelt (* 1962), deutscher Theologe und Hochschullehrer
- Burkhard Schacht, deutscher Fußballtrainer
- Burkhard Schmeer  (* 1964), deutscher Schauspieler
- Burghart Schmidt (1942–2022), deutscher Philosoph
- Burkhard Schröder (* 1952), deutscher Journalist
- Burkhard Schröder (* 1957), deutscher Basketballspieler
- Burkhard Schwuchow (* 1966), deutscher Politiker (CDU), Bürgermeister von Büren in Nordrhein-Westfalen
- Burkhardt Seiler (1953–2023), deutscher Labelbetreiber, Konzertveranstalter und Verleger
- Burkhard Spinnen (* 1956), deutscher Schriftsteller
- Burkard Steppacher (* 1959), deutscher Politikwissenschaftler
- Burkhard Sude (* 1957), deutscher Volleyballspieler
- Burkard Waldis (1490–1556), deutscher Fabeldichter, Dramatiker und Fastnachtsautor
- Burkard Zamels (1690–1757), deutscher Bildhauer
- Burkard Zapff (* 1960), römisch-katholischer Theologe und Alttestamentler